# Hechizos, pócimas y brujería
Hechizos, pócimas y brujería es el décimo álbum de estudio de la banda Mägo de Oz, siendo este el primero con Zeta como vocalista.
Este fue publicado después de la polémica salida de su anterior cantante, José Andrëa. La gira para la presentación de este álbum fue Brujería, brujería (tan dentro del alma mía) Tour 2013.

## Trasfondo y grabación
El 10 de octubre, en una entrevista realizada a Txus en Rafabasa.com, se confirmó el 27 de noviembre como la fecha de salida de su nuevo disco. También se dio a conocer que su nuevo sencillo iba a ser «Xanandra», cuyo videoclip fue estrenado mundialmente en su sitio web el 31 de octubre. Además, para ese día 150 seguidores del grupo fueron seleccionados por un concurso para escuchar el álbum en exclusiva antes de su salida. El 15 de octubre, a las 23:58, se publicó un tráiler en donde se reveló el nombre definitivo del disco.
En una entrevista posterior para Mariskalrock.com se anunció que otro de los sencillos sería «H2Oz». El 26 de octubre se realizó una entrevista en el programa Rockzinante, presentado por el cantante de Lujuria, Óscar Sancho. En ella Frank, Carlitos y Zeta develan que dos temas inéditos, concretamente caras Bun del disco, serían publicadas el día de su lanzamiento, una en iTunes y otra en Spotify. El día 5 de noviembre, en una entrevista a Mariskalrock, Txus, Frank, Moha, Carlitos y Zeta develaban que el día 27 el disco también sería lanzado en formato vinilo troquelado, con tres canciones inéditas, cuyo nombre se develó en itunes: «Piratas», que posee la misma melodía que «El libro de las sombras»; «Desde mi cielo (orquestal)», que proviene del tráiler de presentación del disco; y «Obertura Xanandra», del videoclip de «Xanandra».
La edición para México, salió a la venta con diversos defectos de fabricación: Los textos mal impresos, faltas de ortografía, letras que no coincidían, imágenes desordenadas. A pesar de esto, muchos fanáticos del grupo decidieron quedárse las copias pues, al ser un defecto de fabricación en el primer tiraje, fueron vistas como un objetos de colección. Para el segundo tiraje los errores fueron subsanados.
Desde Belfast, este es el primer disco de estudio cuyas canciones no siguen ninguna historia común. Sin embargo, en las páginas del libreto hay fórmulas para hechizos ficticios al lado de la mayoría de las letras de las canciones, todos explicados de manera irónica. Además, es el segundo disco de estudio (exceptuando los recopilatorios) que no tiene introducción. Su primer disco de estudio, Mägo de Oz, tampoco la tuvo. La temática del álbum se basa principalmente en el amor tipo nostálgico y triste, aunque en los temas Satanael y Brujas la temática principal es el satanismo.

## Lista de canciones
La lista de canciones fue publicada el 26 de octubre por la página oficial del grupo.
| N.º | Título                               | Duración |  |
| 1.  | «El libro de las sombras»            | 5:32     |  |
| 2.  | «H2Oz»                               | 3:54     |  |
| 3.  | «Xanandra»                           | 4:24     |  |
| 4.  | «Sácale brillo a una pena»           | 4:13     |  |
| 5.  | «Satanael»                           | 5:41     |  |
| 6.  | «No pares (de oír rock & roll)»      | 5:53     |  |
| 7.  | «A Marcha das Meigas» (Instrumental) | 1:44     |  |
| 8.  | «Quiero morirme en ti»               | 4:20     |  |
| 9.  | «Sigue la luz»                       | 5:21     |  |
| 10. | «El mercado de las brujas»           | 4:25     |  |
| 11. | «Celtian» (Instrumental)             | 4:11     |  |
| 12. | «Brujas»                             | 5:35     |  |
| 13. | «Hechizos, pócimas y brujería»       | 8:23     |  |

| Bonus Track en iTunes |                                                                          |          |  |
| N.º                   | Título                                                                   | Duración |  |
| 14.                   | «Piratas» (Cover de El libro de las sombras)                             | 3:40     |  |
| 15.                   | «Desde mi cielo (Orquestal)»                                             | 2:45     |  |
| 16.                   | «Obertura Xanandra» (Introducción instrumental al videoclip de Xanandra) | 3:40     |  |

## Intérpretes
- Zeta: Voz.
- Patricia Tapia: Voz en Brujas y coros
- Txus: Batería
- Mohamed: Violín
- Carlitos: Guitarra solista
- Frank: Guitarra rítmica
- Fernando Mainer: Bajo
- Javi Diez: Teclados, sintetizadores, acordeón, MorphWiz
- Josema: Flauta travesera, whistle, pito castellano y bodhran.

### Colaboraciones
- Sergio Cisneros "Kiskilla": Acordeón en H2Oz, Satanael y Teclados en No pares (De oír Rock And Roll)
- Fernando Ponce de León: Gaita en A Marcha das Meigas
- Tony Menguiano: Coros
- Carlos Escobedo: Coros
- Manuel Seoane: Guitarras Solista
- Bieito Romero: Gaita en A Marcha das Meigas

## Ventas
Hechizos, Pócimas y Brujería consiguió ser disco de oro  por 30.000 copias vendidas. La noticia se dio a conocer el mismo día en el que el disco Celtic Land salió a la venta.